# Pinnotheres vicajii
Pinnotheres vicajii is een krabbensoort uit de familie van de Pinnotheridae. De wetenschappelijke naam van de soort is voor het eerst geldig gepubliceerd in 1957 door Chhapgar.